# 天満川 (広島県)
天満川（てんまがわ）は、太田川水系の分流で広島県広島市を流れる一級河川。太田川が形成する広島デルタの6河川のうちの1つで西から2番目を流れる。

## 地理
広島県広島市西区横川地区と中区寺町の間のJR横川駅南側で旧太田川右岸から分流する。広島市西区と中区の境界を南に流れ、広島市西区観音地区と中区江波地区の間で広島湾（瀬戸内海）に注ぐ。

## 災害史
- 1943年（昭和18年）9月19日 - 西日本一帯を襲った集中豪雨により増水。広瀬橋、広瀬北橋（現・中広大橋に相当）、天満橋が流失[1]。
- 1945年（昭和20年） - 広島市への原子爆弾投下、枕崎台風、阿久根台風により橋梁等に被害。下記参照。

## 橋梁
上流より記載。
| 施設名              | 種類 | 路線名                               | 備考                       | 備考 | 備考 | 備考 | 備考 |  |
| 施設名              | 種類 | 路線名                               |                            | 1    | 2    | 3    | 4    |  |
| ------------------- | ---- | ------------------------------------ | -------------------------- | ---- | ---- | ---- | ---- |  |
| 横川橋              | 鋼橋 | 広島市道中3区2号線                   | 旧雲石街道                 | ○    |      |      | ○    |  |
| 横川新橋            | 鋼橋 | 国道183号および 広島電鉄横川線の併用 | 旧「横川鉄橋」 旧国道54号  | ○    |      | ☓    | ○    |  |
| 中広大橋            | PC橋 | 広島市道中広宇品線 （城南通り）      | 旧「北広瀬橋」             | ○    | ☓    |      | ○    |  |
| 広瀬橋              | 鋼橋 | 広島市道天満矢賀線 （相生通り）      |                            | ○    | ☓    |      | ○    |  |
| 天満橋              | 鋼橋 | 広島県道265号伴広島線                | 旧西国街道                 | ○    |      | ☓    | ○    |  |
| 広電天満橋          | 鋼橋 | 広島電鉄本線軌道専用                 | 歩道併設                   | ○    |      | ☓    | ○    |  |
| 緑大橋              | 鋼橋 | 広島市道比治山庚午線 （平和大通り）  |                            |      |      |      | ○    |  |
| 観船橋              | 鋼橋 | 広島市道中3区87号線                  |                            | ○    |      | ☓    | ○    |  |
| 新観音橋            | 鋼橋 | 国道2号 （新広島バイパス）           |                            |      |      |      | ○    |  |
| 観音橋              | RC橋 |                                      | 旧国道2号 2010年現在全撤去 | ◯    |      | ×    |      |  |
| 南観音橋            | 鋼橋 | 広島市道吉島観音線                   |                            |      |      |      | ○    |  |
| 昭和大橋 新昭和大橋 | 鋼橋 | 広島市道霞庚午線                     |                            | ○    |      | ☓    | ○    |  |
| 観音大橋            |      | 広島高速3号線 （広島南道路）         |                            |      |      |      |      |  |

- 備考欄の数字について
  - 1：戦前からある橋に○
  - 2：1945年8月6日広島市への原子爆弾投下により落橋したものに☓
  - 3：1945年9月枕崎台風あるいは同年10月阿久根台風により落橋したものに☓
  - 4：戦後に架橋あるいは再架橋したものに○